# Chaetomys subspinosus
Чекињасти пацов (лат. Chaetomys subspinosus, енгл. Bristle-spined rat) је сисар из реда глодара (Rodentia) и фамилије бодљикави прасићи Новог света (Erethizontidae).

## Угроженост
Ова врста се сматра рањивом у погледу угрожености врсте од изумирања.

## Распрострањење
Ареал врсте је ограничен на једну државу. Бразил је једино познато природно станиште врсте.

## Станиште
Станишта врсте су шуме и планине.

## Начин живота
Исхрана чекињастог пацова укључује лишће.